# Europäische Transportarbeiter-Föderation
Die Europäische Transportarbeiter-Föderation (ETF) ist ein 1999 gegründeter europäischer Gewerkschaftsverband und der europäische Flügel der ITF, der mehr als 5 Millionen Beschäftigte in der Transportwirtschaft in über 230 Gewerkschaften in 42 Ländern repräsentiert mit Sitz in Brüssel.

## Organisation
Die ETF, die sich aus freien, unabhängigen und demokratischen europäischen Gewerkschaften zusammensetzt, vertritt die Arbeitnehmer der Sektoren Verkehr, Fischerei und des Tourismus.
Neben der klaren Ausrichtung als Lobbyorganisation und anerkannter Sozialpartner im europäischen Gesetzgebungsprozess, kommt der ETF auch eine zentrale Rolle bei Aufbau und Unterstützung von Gewerkschaften in mittel-, süd- und osteuropäischen Ländern zu. Dafür wurde eine eigene Koordinationsstelle eingerichtet. Alle Organe, Einrichtungen und Mitgliedsgewerkschaften der ETF berücksichtigen eine faire und angemessene Vertretung der weiblichen Beschäftigten.
Präsident ist der Belgier Frank Moreels, Generalsekretärin die Italienerin Livia Spera.
Der 6. ETF-Kongress fand vom 25. bis 27. Mai 2022 in Budapest statt.
Die ETF ist Mitglied der European Trade Union Confederation und europäische Regionalorganisation der International Transport Workers' Federation. Die ETF ist im Europäischen Transparenzregister unter der Nummer 92545571128-74 seit 2009 registriert.

## Ziele der ETF
- die sozialen und wirtschaftlichen Interessen der Beschäftigten der Sektoren Verkehr, Fischerei und Fremdenverkehrsdienste zu vertreten;
- die praktische internationale Zusammenarbeit und gemeinsame Aktionen zu fördern;
- zu beobachten und zu handeln, damit der europäische Einigungsprozess zu einem Fortschritt für die Arbeitnehmer aufgrund Einführung höherer sozialer Standards führt;
- sich für die Gleichbehandlung, Verhinderung und Beseitigung von Diskriminierung auf Grund des Geschlechts, des Alters, der Rasse, der sexuellen Veranlagung, Behinderung oder Religion einzusetzen;
- die Arbeit der ITF und des EGB zu unterstützen.

## Mitgliedsgewerkschaften in Deutschland, Österreich und der Schweiz
Mitgliedsorganisationen sind
- aus Deutschland: die Eisenbahn- und Verkehrsgewerkschaft und ver.di,
- aus Österreich: die Gewerkschaft GPA, die Gewerkschaft der Post- und Fernmeldebediensteten, vida und younion.
- aus der Schweiz: Kapers, Nautilus International, Gewerkschaft des Verkehrspersonals, Schweizerischer Verband des Personals öffentlicher Dienste und UNIA.